# Benjamin J. Lea
Benjamin J. Lea (* 1. Januar 1833 im Caswell County, North Carolina; † 15. März 1894 in Brownsville, Tennessee) war ein US-amerikanischer Jurist und Politiker. Zwischen 1889 und 1891 war er als Präsident des Staatssenats faktisch Vizegouverneur des Bundesstaates Tennessee, auch wenn dieses Amt formell erst 1951 eingeführt wurde.

## Werdegang
Im Jahr 1852 absolvierte Benjamin Lea das Wake Forest College. Anschließend zog er nach Tennessee, wo er zwischen 1852 und 1856 im Haywood County als Lehrer unterrichtete. Nach einem Jurastudium und seiner 1856 erfolgten Zulassung als Rechtsanwalt begann er in Brownsville in diesem Beruf zu arbeiten. Gleichzeitig schlug er als Mitglied der Demokratischen Partei eine politische Laufbahn ein. Zwischen 1859 und 1861 saß er als Abgeordneter im Repräsentantenhaus von Tennessee. Während des Bürgerkrieges diente er im Heer der Konföderation, in dem er bis zum Oberst aufstieg. Kurz vor Kriegsende geriet er 1865 in Kriegsgefangenschaft.
1876 wurde Lea zum Richter am Tennessee Supreme Court ernannt. Von 1878 bis 1886 bekleidete er das Amt des Attorney General. Im Jahr 1889 wurde er Mitglied und Präsident des Staatssenats. Damit war er gleichzeitig Stellvertreter von Gouverneur Robert Love Taylor und faktisch Vizegouverneur. Dieses Amt war bzw. ist in den meisten anderen Bundesstaaten verfassungsmäßig verankert; in Tennessee ist das erst seit 1951 der Fall. Danach wurde er wieder Richter am Supreme Court seines Staates. Im April 1893 übernahm er als Chief Justice dessen Vorsitz. Er starb am 15. März 1894 in Brownsville.